# Michael Muhney

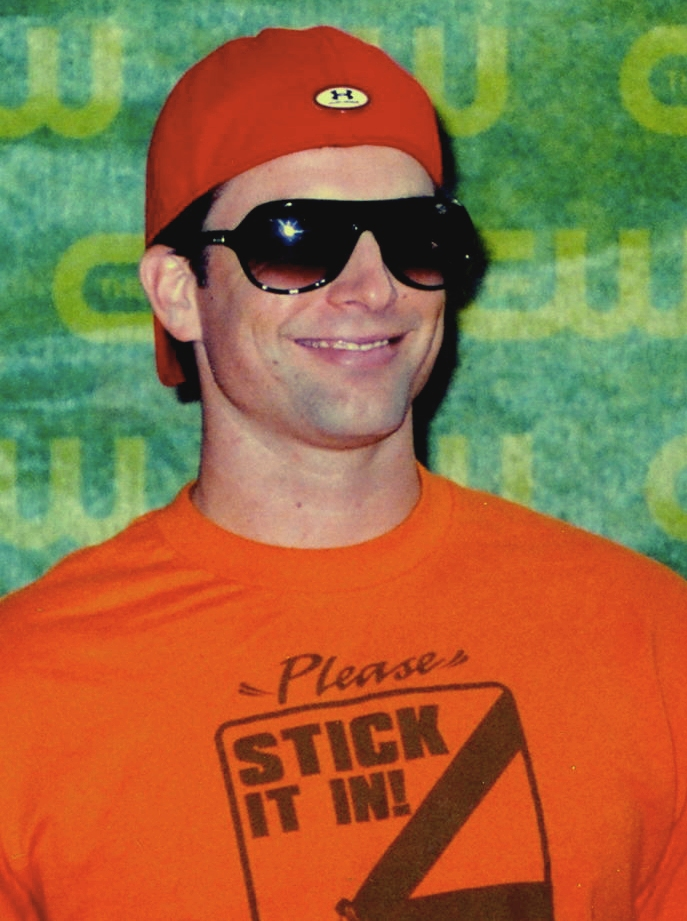
Michael Muhney

Michael Muhney é um ator americano nascido em 12 de junho de 1975 em Chicago, Illinois. Conhecido pelo personagem Xerife Don Lamb na série de televisão Veronica Mars.